# 加里 (明尼苏达州)
加里（Gary），美国明尼苏达州诺曼县的一个城市。总人口227人（2020年美國人口普查）。